# Esgrima als Jocs Olímpics d'estiu de 1904 - Singlestick
La competició de singlestick masculí va ser una de les proves d'esgrima que es va disputar als Jocs Olímpics de Saint Louis de 1904. Era la primera vegada que es disputava aquesta prova en unes Olimpíades. La prova es va disputar el dijous 8 de setembre de 1904, i hi van prendre part 3 tiradors de 2 nacions diferents.

## Medallistes
| Or                    | Plata            | Bronze        |
| Albertson Van Zo Post | William O'Connor | William Grebe |

## Resultats

### Final
| Posició | Nom                   | Punts |
| ------- | --------------------- | ----- |
| Or      | Albertson Van Zo Post | 11    |
| Plata   | William O'Connor      | 8     |
| Bronze  | William Grebe         | 2     |